# Вулька-Косьценевіцька
Вулька-Косьценевіцька (пол. Wólka Kościeniewicka) — село в Польщі, у гміні Піщаць Більського повіту Люблінського воєводства. Населення — 92 особи (2011).

## Історія
За даними етнографічної експедиції 1869—1870 років під керівництвом Павла Чубинського, у селі переважно проживали греко-католики, які розмовляли українською мовою.
У 1975—1998 роках село належало до Білопідляського воєводства.

## Демографія
Демографічна структура станом на 31 березня 2011 року:
|          | Загалом | Допрацездатний вік | Працездатний вік | Постпрацездатний вік |
| -------- | ------- | ------------------ | ---------------- | -------------------- |
| Чоловіки | 43      | 10                 | 25               | 8                    |
| Жінки    | 49      | 6                  | 22               | 21                   |
| Разом    | 92      | 16                 | 47               | 29                   |